# Хилал ас-Саби
 Абуль-Хусейн Хилал ибн аль-Мухассин ибн Абу Исхак Ибрахим ибн Хилал ибн Захрун ас-Саби аль-Харрани араб. ابو حسين هلال بن محسن بن ايبراهيم الصابئ‎; (969—1056) — персидский учёный, историк и придворный, писал на арабском. Он родился в сабийской семье чиновников, принял ислам в 1012 году. Начал свою работу в правление буидского эмира Баха ад-Даула и затем стал главой архива и секретарём вазира Фахруль-Мулька.

## Сочинения
Хилал ас-Саби был автором нескольких книг не все из которых сохранились. В основном это описание придворной и бюрократической жизни буидского двора.
- Русум дар ал-хилафа (араб. رسوم دار الخلافة‎ — Установления и обычаи двора халифов) — одна из наиболее известных книг, в которой описаны церемонии и этикет аббасидского двора в Багдаде. Книга задумывалась как руководство по этикету, она также содержит важные описания, исторические анекдоты, исторические сведения.
- Китаб ал-вузара (араб. كتاب الوزراء‎ — Книга вазиров) — Сохранилось только начало книги, дела визиря халифа Аль-Муктадира.
- Тарикх Хилал ас-Саби(араб. تاريخ ابي الحسين هلال بن المحسن بن ابراهيم الصابي‎ — Книга вазиров) — сохранился только 8 том из 40-томной истории. В сохранившемся томе описывается 389—393 год хиджры, правления аль-Кадира (991—1031 н. э.)